# История от Бокуто
„История от Бокуто“ (на японски: 濹東綺譚) е японски биографичен филм от 1992 година на режисьора Кането Шиндо по негов собствен сценарий, базиран на едноименната автобиографична повест на Кафу Нагаи от 1937 година.
В центъра на сюжета е живеещ известен възрастен писател в междувоенно Токио, който постепенно започва любовна връзка с млада проститутка, но внезапно се отказва от нея, за да се върне към самотния си живот. Главните роли се изпълняват от Масахико Цугава, Юки Сумида, Нобуко Отова, Харуко Сугимура.